# Heinrich Foerster
Heinrich Foerster (* 12. Juni 1902 in Gemmingen; † 28. August 1964 in Mannheim) war ein Alter Kämpfer der NSDAP und galt als „treuer Mitkämpfer“ des rheinpfälzischen Gauleiters Josef Bürckel.

## Leben
Heinrich Förster war ein Sohn des gleichnamigen Mannheimer Oberhafenmeisters (1867–1928). Nach dem Besuch der Volksschule besuchte er das Mannheimer Karl-Friedrich-Gymnasium. Von dort wechselte er im November 1916 in die Obertertia des Großherzoglichen Realgymnasiums am Friedrichsring, das er 1919 als Unterprimaner (Klasse U I a) mit dem im November 1918 erreichten Einjährigenexamen wieder verließ. Anschließend absolvierte er eine Banklehre.
Bereits mit 17 Jahren engagierte er sich im Deutschvölkischen Schutz- und Trutzbund. Im Frühjahr 1921 war er Mitbegründer der Mannheimer NSDAP-Ortsgruppe. Von 1922 bis 1923 gehörte er der SA an. Wegen Beihilfe zu dem Anfang September 1922 von einem Nationalsozialisten verübten Handgranatenanschlag auf die Mannheimer Börse wurde er Ende Oktober vom Schwurgericht Mannheim zu zwei Monaten Gefängnis verurteilt. Im Juni 1925 wurde er Leiter der NSDAP-Ortsgruppe in Ludwigshafen am Rhein, trat der neu gegründeten Partei aber erst zum 1. Januar 1926 regulär bei (Mitgliedsnummer 29.174). Er stellte es später so dar, als wäre die Wiederzulassung der NSDAP und des Völkischen Beobachters seinem Verhandlungsgeschick zu verdanken. Von 1926 bis 1932 war Foerster Redakteur (Schriftleiter) der Gauzeitung Der Eisenhammer. Am 24. November 1931 wurde er zu vier Monaten Haft wegen fortgesetzter übler Nachrede gegen den Dirmsteiner Bürgermeister Richard Römer verurteilt.
1929 wurde Foerster jüngstes Mitglied des Stadtrats von Ludwigshafen am Rhein. Ab 1930 war er Leiter der dortigen NSDAP-Fraktion. Innerhalb der Ludwigshafener NSDAP war Foerster Führer einer populistischen Richtung, die die „Interessen sozial deklassierter kleinbürgerlich-mittelständischer Schichten und der oft erwerbslosen Aktivisten der NS-Wehrverbände“ vertrat. Sie konkurrierte mit dem „Akademikerflügel“ um Kreisleiter Wilhelm Wittwer, in dem bei der I.G. Farben angestellte Akademiker dominierten, die ein Bündnis mit den alten bürgerlichen Eliten anstrebten. Für parteiinterne Irritationen sorgte ein Ende 1929 von der sozialdemokratischen Pfälzischen Post veröffentlichtes Bewerbungsschreiben Foersters an einen Mannheimer Bankier von 1925, in dem Foerster die völkischen Vorstellungen als „Irrlehren“ bezeichnet hatte.
Im Zusammenhang mit der Machtübertragung an die Nationalsozialisten wurde Foerster schon im Januar 1933 zum Bevollmächtigten Kommissar der NSDAP für das Saarland in Saarbrücken ernannt. Von April 1933 bis Ende 1934 war er Zweiter Bürgermeister von Ludwigshafen am Rhein. In diesem Amt – so heißt es in dem am 6. Februar 1935 herausgegebenen Deutschland-Bericht der Sopade – habe der „auch in moralischer und krimineller Hinsicht stark belastet“ gewesene Förster sich „als völlig unfähig“ erwiesen.  Schon zuvor, seit Juli 1934, hatte er das Pressereferat bei der Landesstelle des Reichspropagandaministeriums geleitet. Zum 1. Januar 1935 wurde er dann „endgültig“ zum Leiter des Gaupresseamts Rheinpfalz in Neustadt ernannt, eine Funktion, die er bis zum Ende des NS-Regimes innehatte. Im Januar 1941 übernahm Gaupresseamtsleiter Foerster, „der sich in der Kampfzeit besonders bewährt“ habe, den Kreis Saarbrücken II (früher Saarbrücken-Land) als NSDAP-Kreisleiter.
Nach Kriegsende wohnte Foerster in Neckarsteinach. 1950 wurde ein Ermittlungsverfahren gegen Foerster wegen Verbrechen gegen die Menschlichkeit eingestellt. Verfahrensgegenstand war die Plünderung und Zerstörung der Räume der sozialdemokratischen Zeitung Pfälzische Post sowie die Verschleppung von Funktionären der Arbeiterparteien in das KZ Dachau im März 1933.

## Familie
Förster heiratete am 27. September 1924 in Ludwigshafen die Tochter eines Bierbrauers, Babette Dorothea Schneider (* 12. November 1901 in Mannheim). Zum Zeitpunkt seines Todes (1964) werden in der Sterbefallanzeige keine noch lebenden Kinder genannt.

## Auszeichnungen
- 1933: Goldene Traditionsnadel alter Kämpfer „für seine Verdienste um die NSDAP und wegen über zehn Jahre langer Zugehörigkeit zur Partei“.[12]
- 1934: Koburger Ehrenzeichen „mit einer vom Führer unterzeichneten Urkunde“.[13]